# Delmita (Texas)
Delmita es un lugar designado por el censo ubicado en el condado de Starr en el estado estadounidense de Texas. En el Censo de 2010 tenía una población de 216 habitantes y una densidad poblacional de 26,74 personas por km².

## Geografía
Delmita se encuentra ubicado en las coordenadas 26°41′7″N 98°25′23″O / 26.68528, -98.42306. Según la Oficina del Censo de los Estados Unidos, Delmita tiene una superficie total de 8.08 km², de la cual 8.08 km² corresponden a tierra firme y 0 km² (0 %) es agua.

## Demografía
Según el censo de 2010, había 216 personas residiendo en Delmita. La densidad de población era de 26,74 hab./km². De los 216 habitantes, Delmita estaba compuesto por el 90.74 % blancos, el 0 % eran afroamericanos, el 0.46 % eran amerindios, el 0 % eran asiáticos, el 0 % eran isleños del Pacífico, el 6.94 % eran de otras razas y el 1.85 % pertenecían a dos o más razas. Del total de la población el 93.52 % eran hispanos o latinos de cualquier raza.